# 大変!息子がゲイなんて!
『大変!息子がゲイなんて!』（たいへん むすこがゲイなんて、Oy Vey! My Son Is Gay!!）は、2009年のアメリカ合衆国のコメディ映画。監督はエフゲニー・アフィネフスキー、出演はレイニー・カザンとソウル・ルビネックなど。息子が同性愛者だと知ったユダヤ系アメリカ人夫婦が繰り広げるスラップスティック・コメディ。
2009年ニューヨーク・インディペンデント映画祭観客賞、2010年トリノGLBT映画祭観客賞受賞、2009年モントリオール世界映画祭ファースト・フィルムズ・ワールド・コンペティション出展作品。
2010年7月9日に第19回東京国際レズビアン&ゲイ映画祭にて、アジアで初上映された。

## キャスト
- シャーリー・ハーシュ: レイニー・カザン - ユダヤ系アメリカ人の主婦。
- マーティン・ハーシュ: ソウル・ルビネック - シャーリーの夫。
- ネルソン・ハーシュ: ジョン・ロイド・ヤング（英語版） - シャーリーとマーティンの息子。
- アンジェロ・フェラーロ: ジェイ・ロドリゲス（英語版） - ネルソンの同棲中の恋人。イタリア系。
- カーマイン・フェラーロ: ヴィンセント・パストーレ（英語版） - アンジェロの父。
- シヴィル: カルメン・エレクトラ - ネルソンのセクシーな女友だち。